# Base de lancement de V1 du bois des Huit-Rues
La base de lancement de V1 du bois des Huit-Rues est un ensemble de bâtiments de la Seconde Guerre mondiale servant une rampe située dans le bois des Huit-Rues appartenant aux communes de Morbecque et Wallon-Cappel, dans le département français du Nord. Il fut construit en 1943 par l'Allemagne nazie pour servir de base de lancement aux missiles V1 visant Londres et le Sud de l'Angleterre.

## Construction et destruction
Détectées avant leur achèvement, les constructions ont été les cibles des bombardements britanniques et américains dans le cadre de l'opération Crossbow. De fait, aucun missile V1 n'a jamais été lancé depuis cette base.

## Monument historique
Le site a été inscrit aux monuments historiques en 2007.

## Galerie photographique

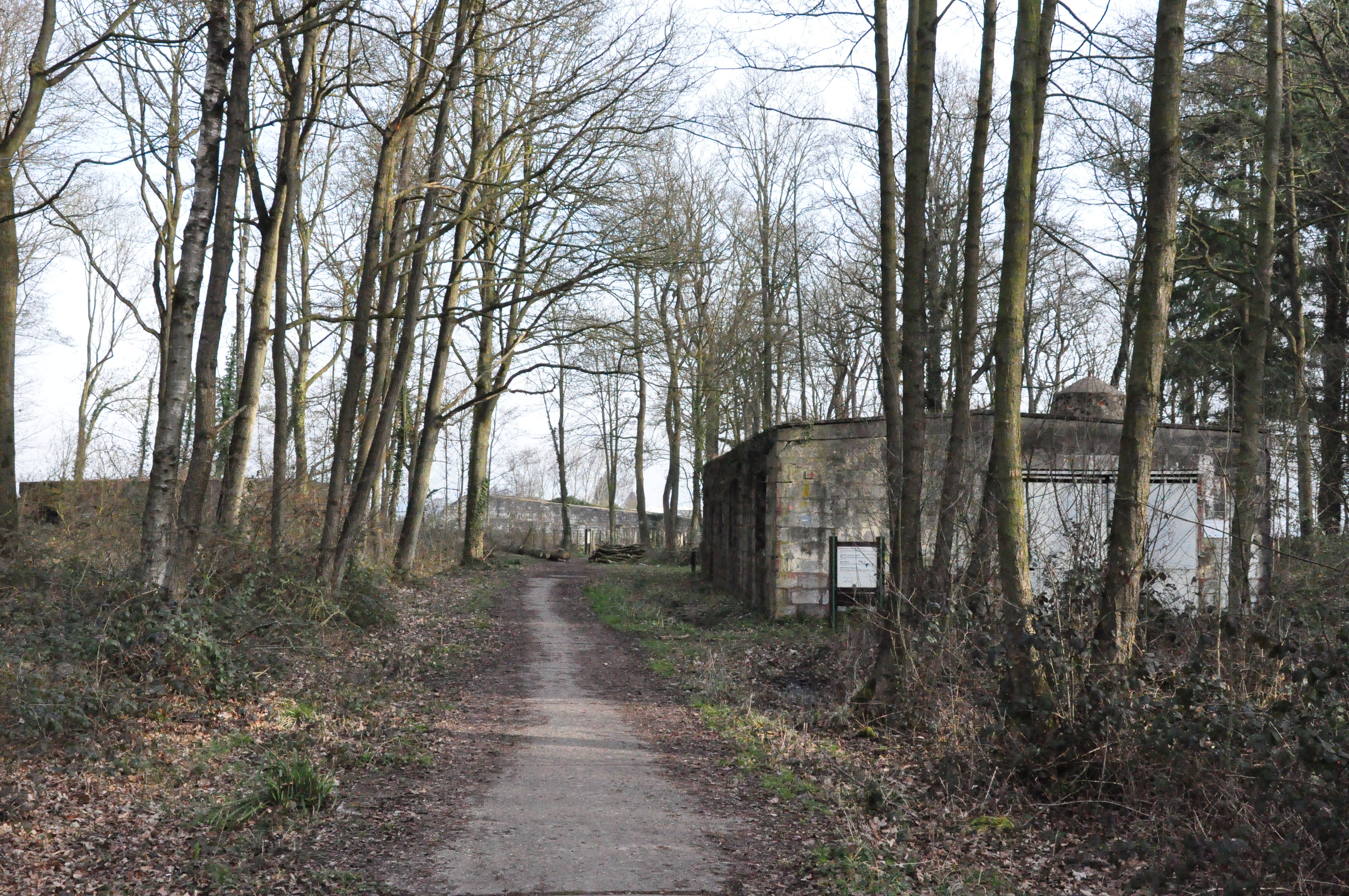
Allée bétonnée menant aux constructions militaires de 1943.
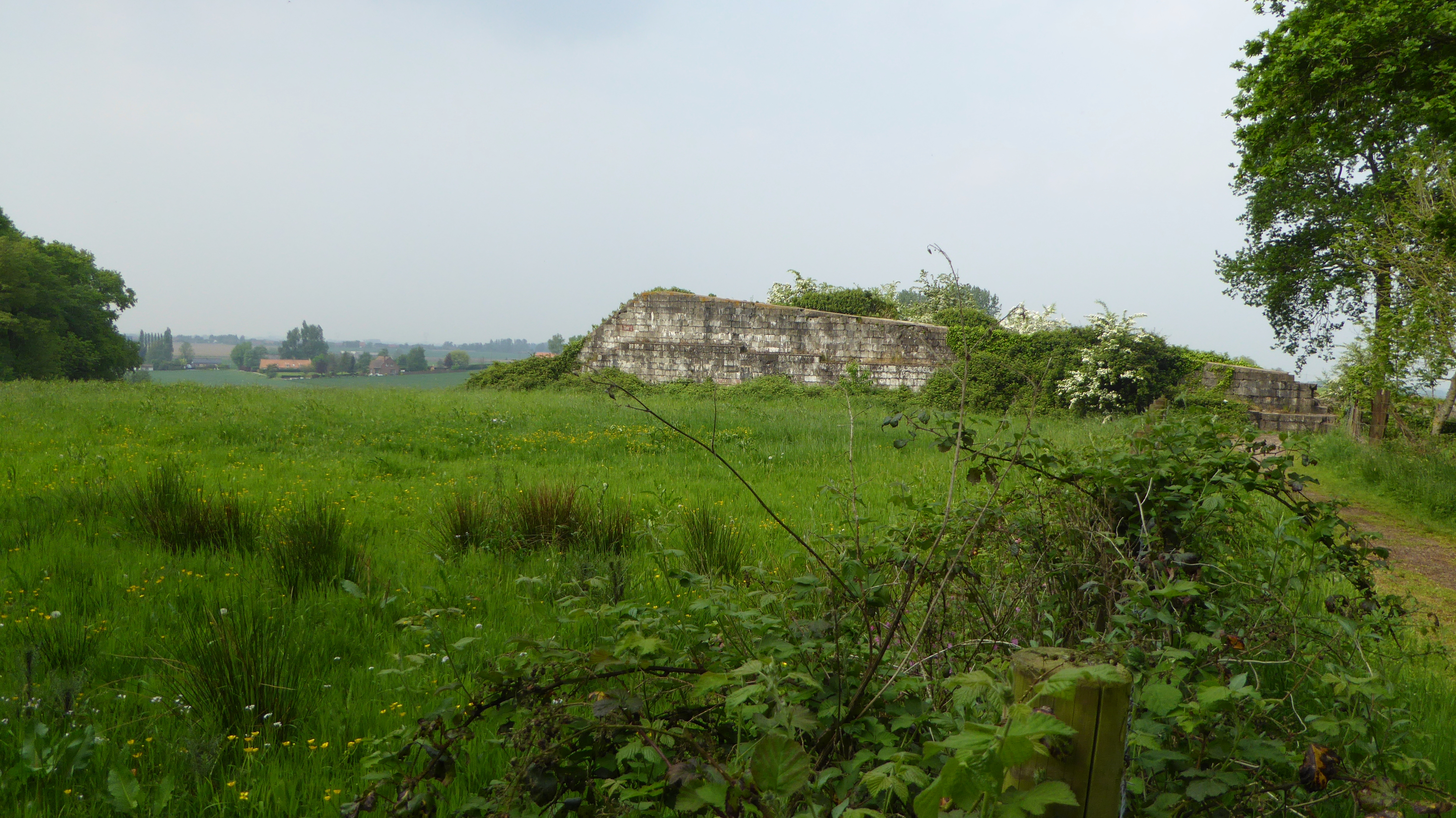
Bâtiment de stockage.
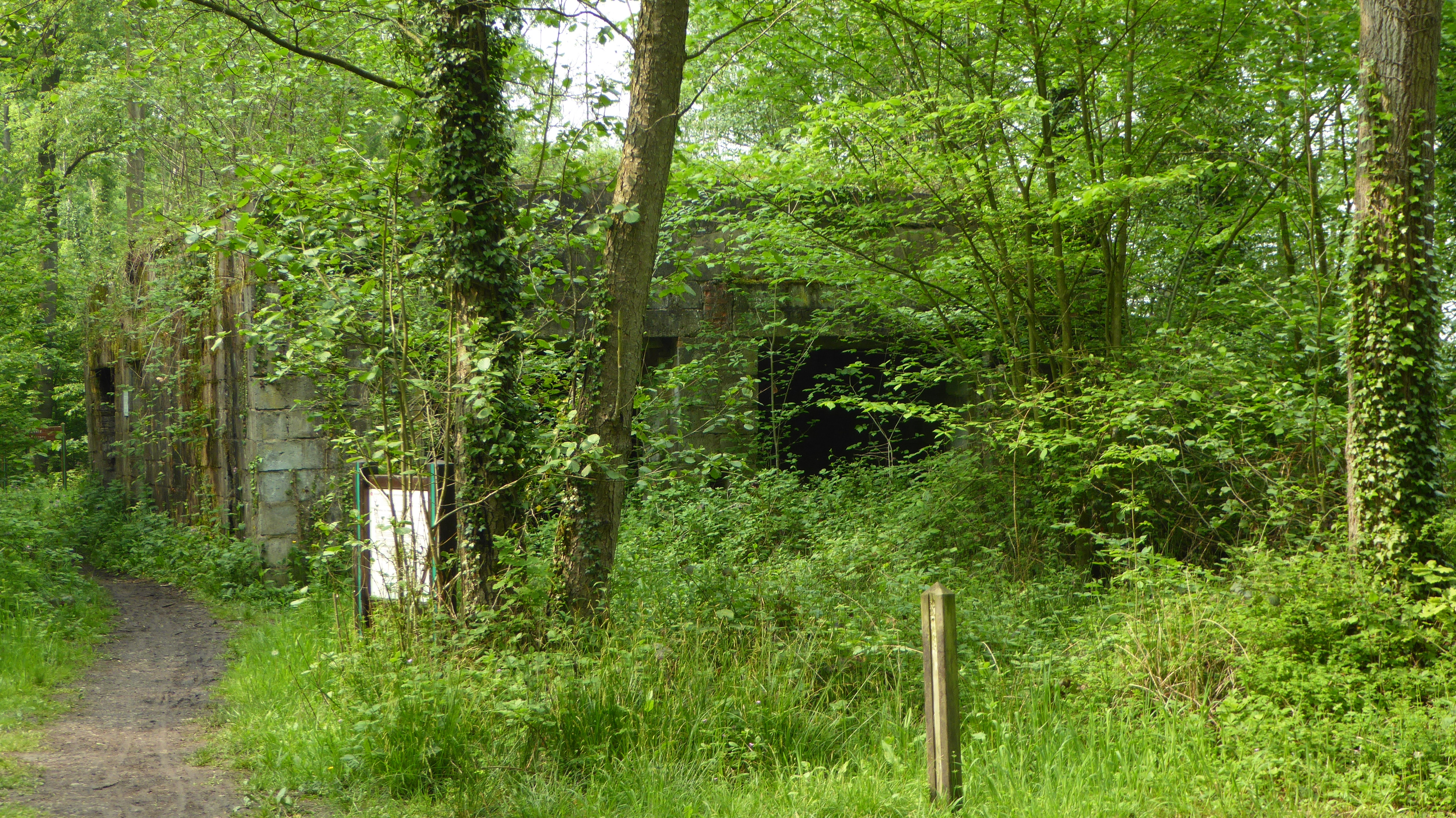
Bâtiment de stockage.
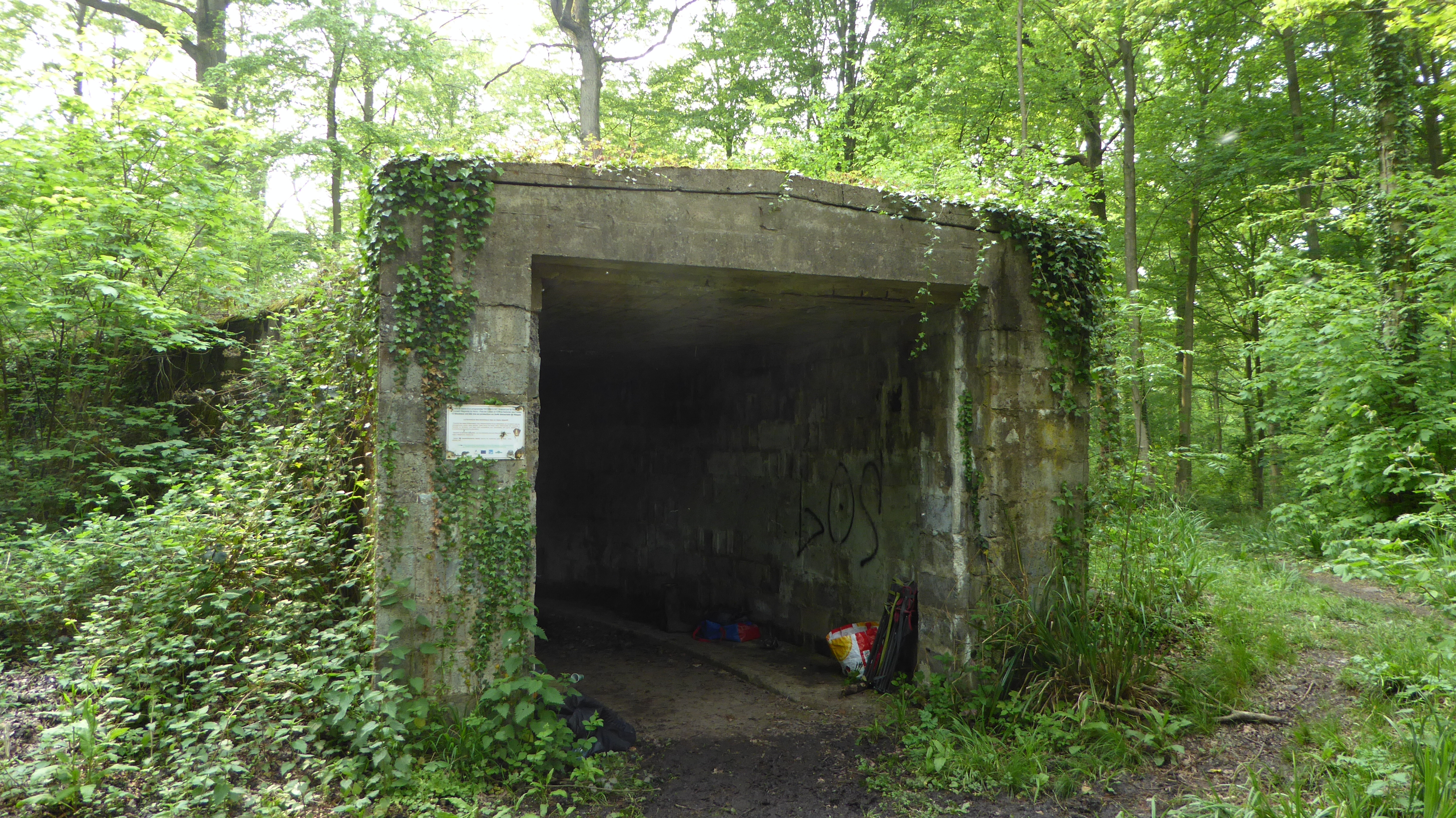
Bâtiment de stockage.
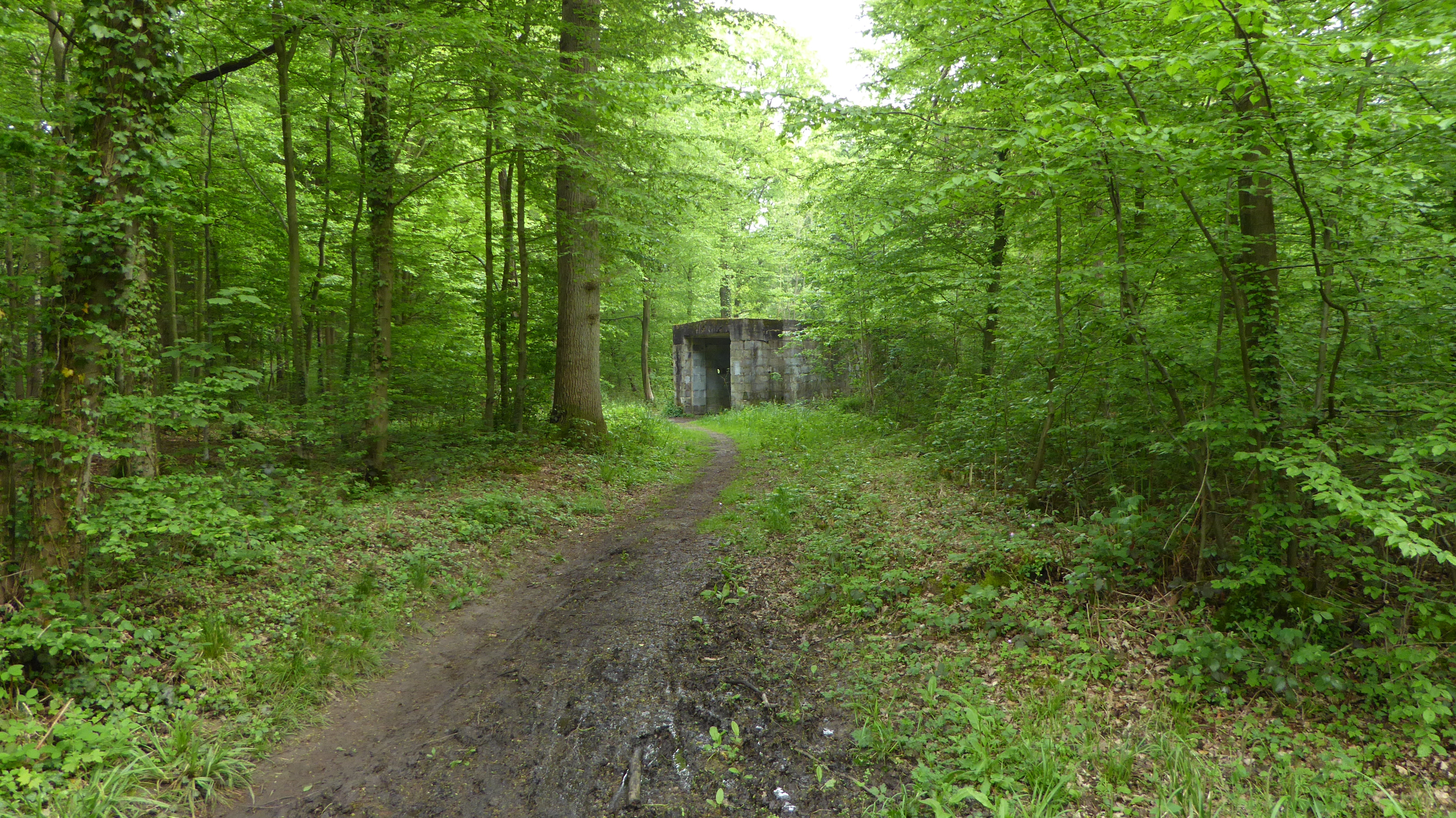
Bâtiment de stockage.
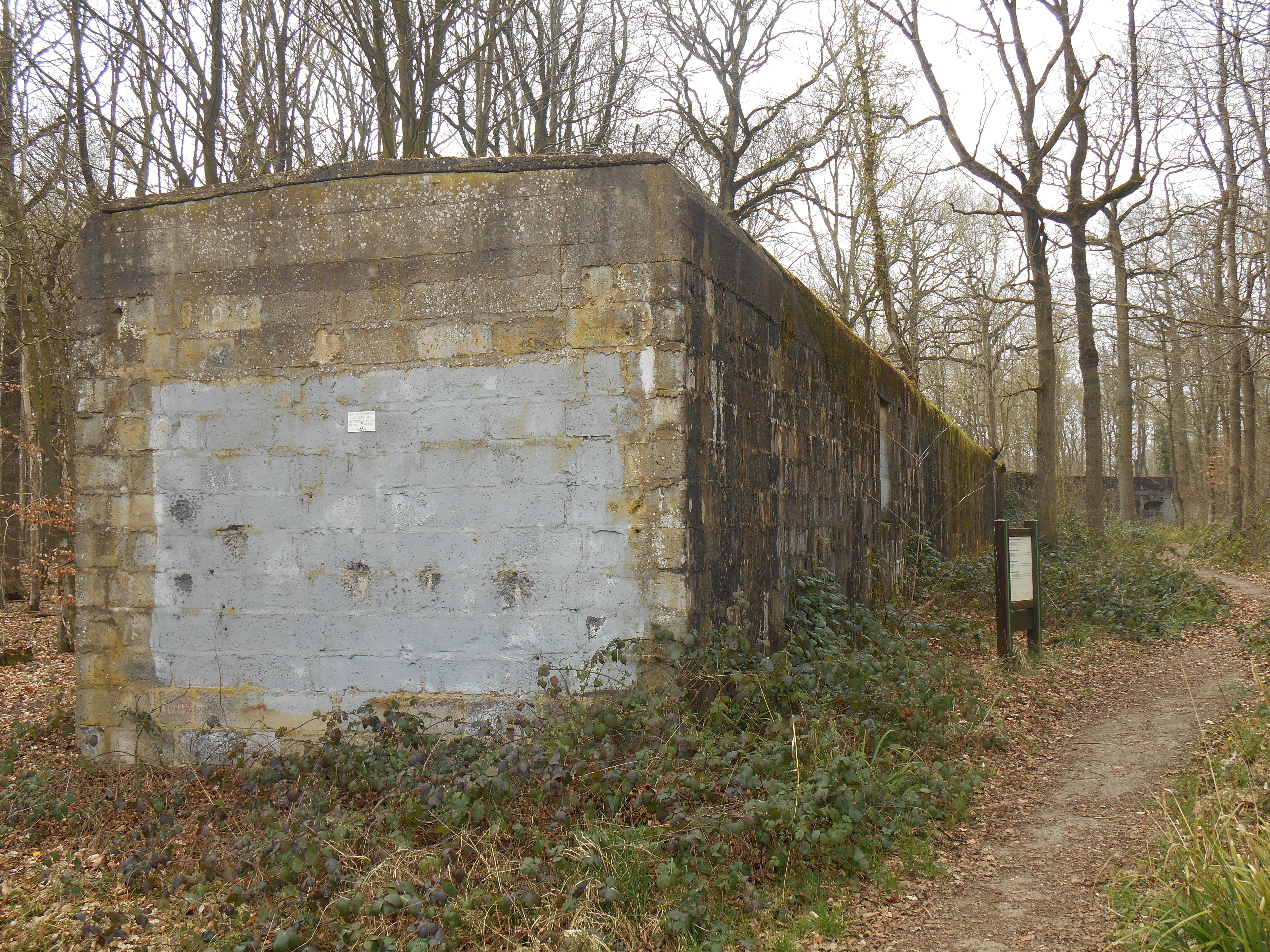
Bâtiment de stockage.
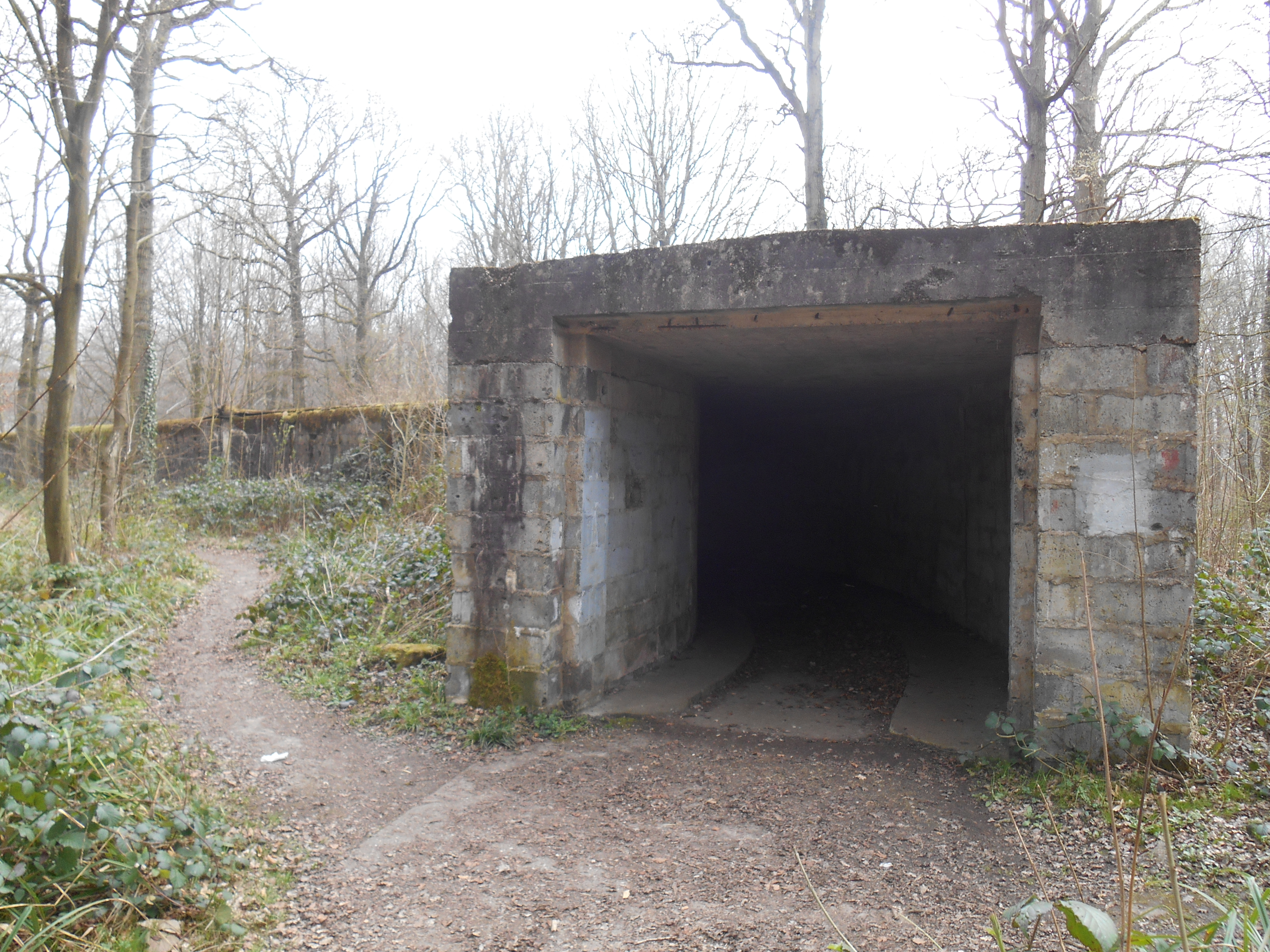
Bâtiment de stockage.
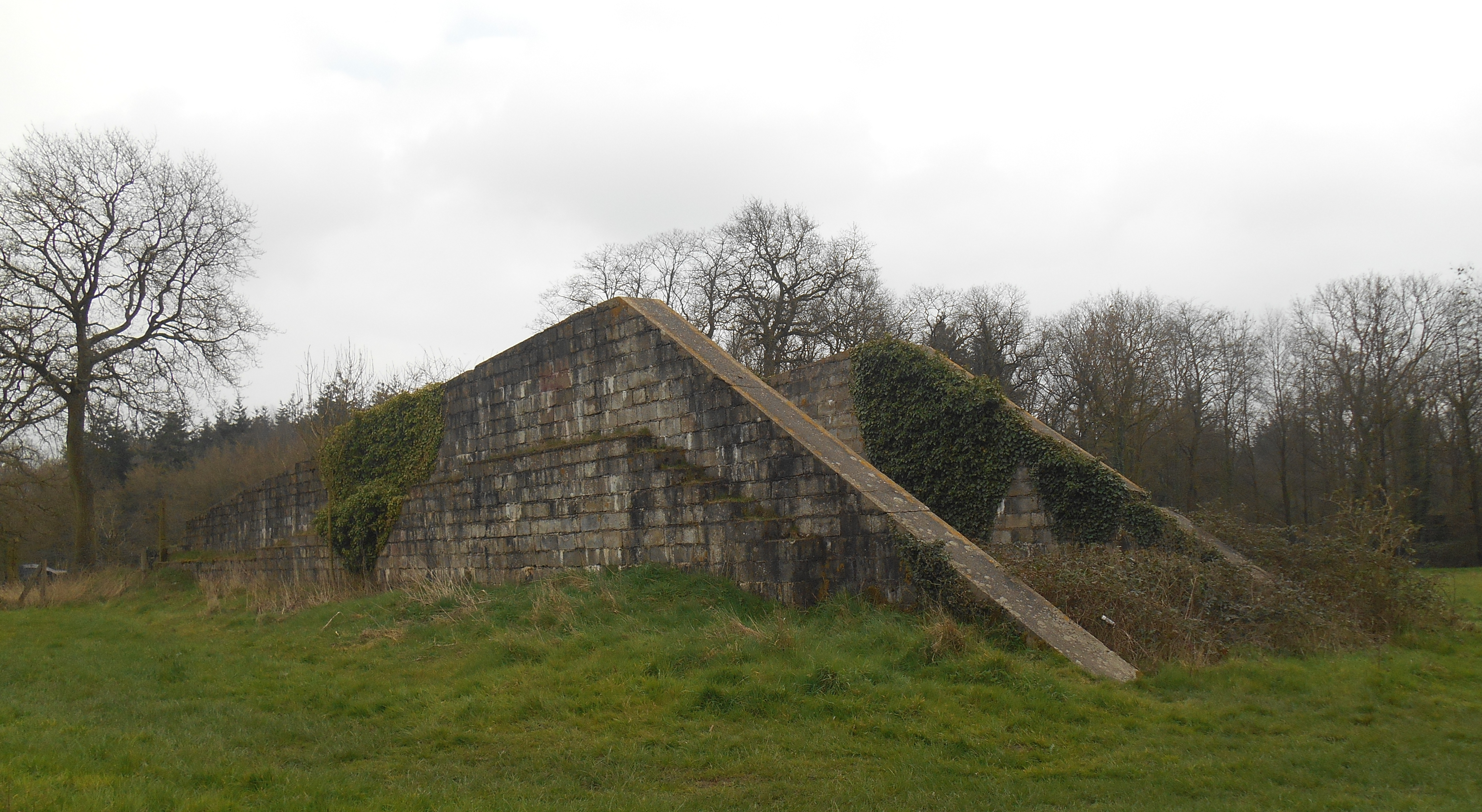
Rampe de lancement.
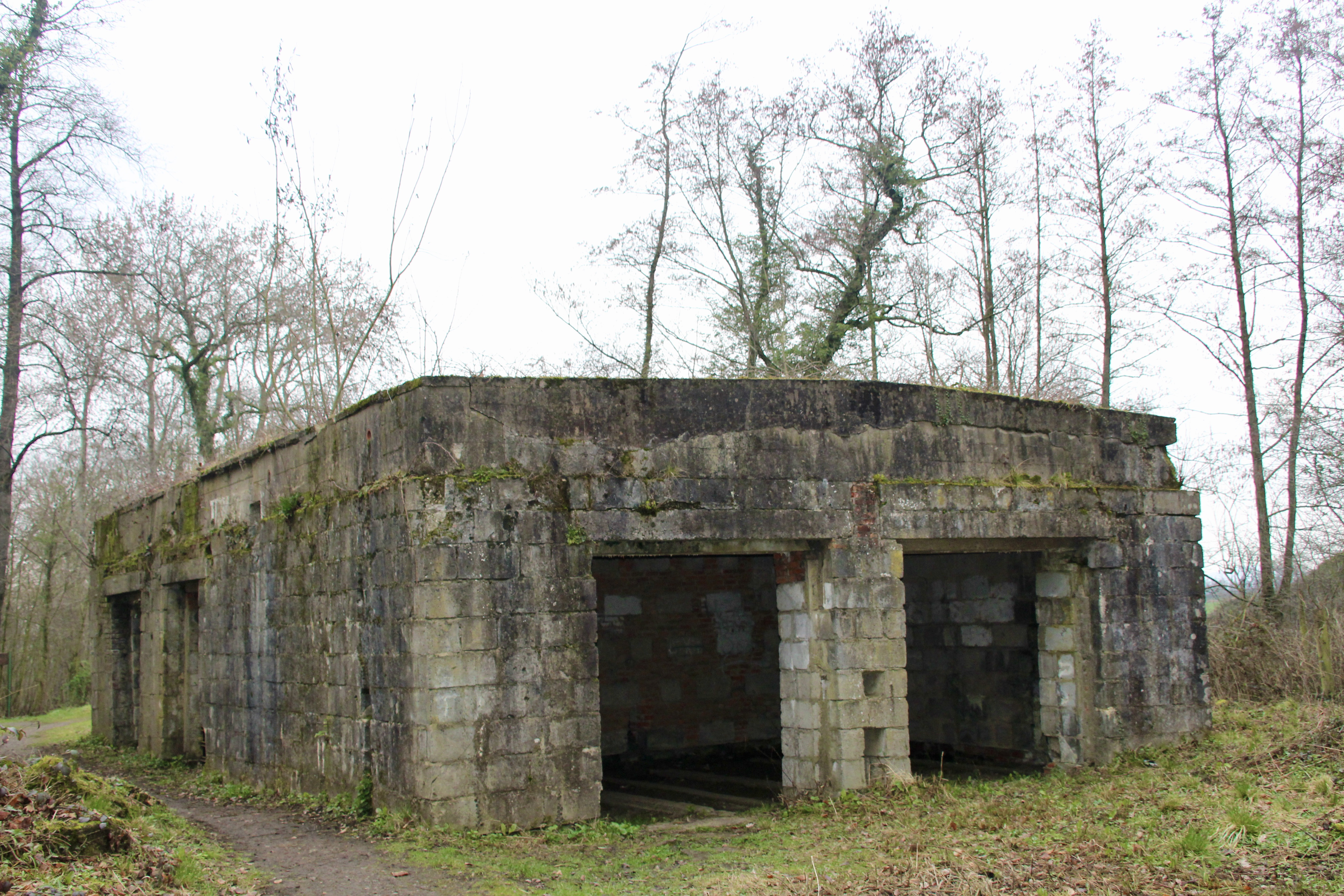
Atelier de rinçage.
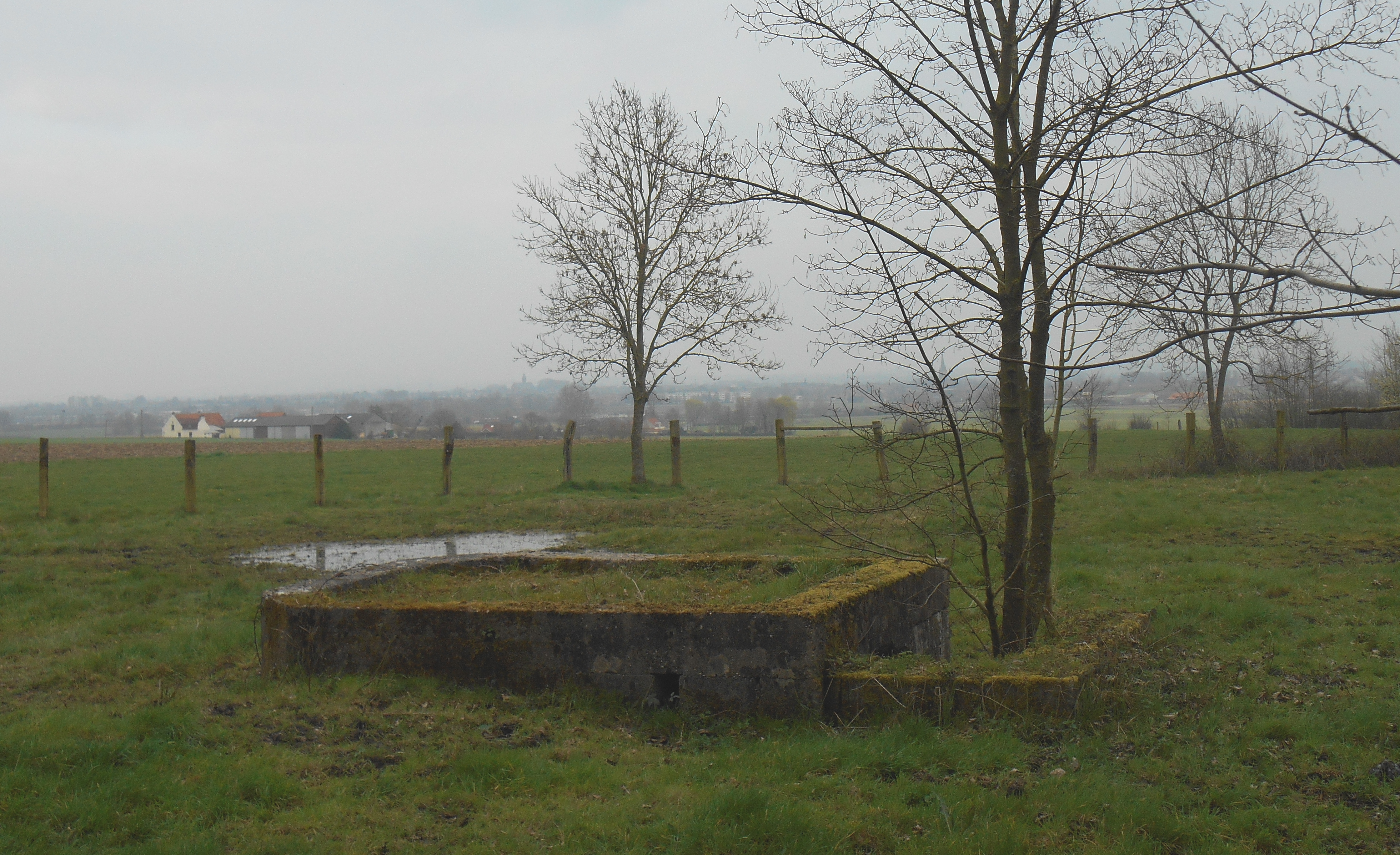
Bunker de tir.
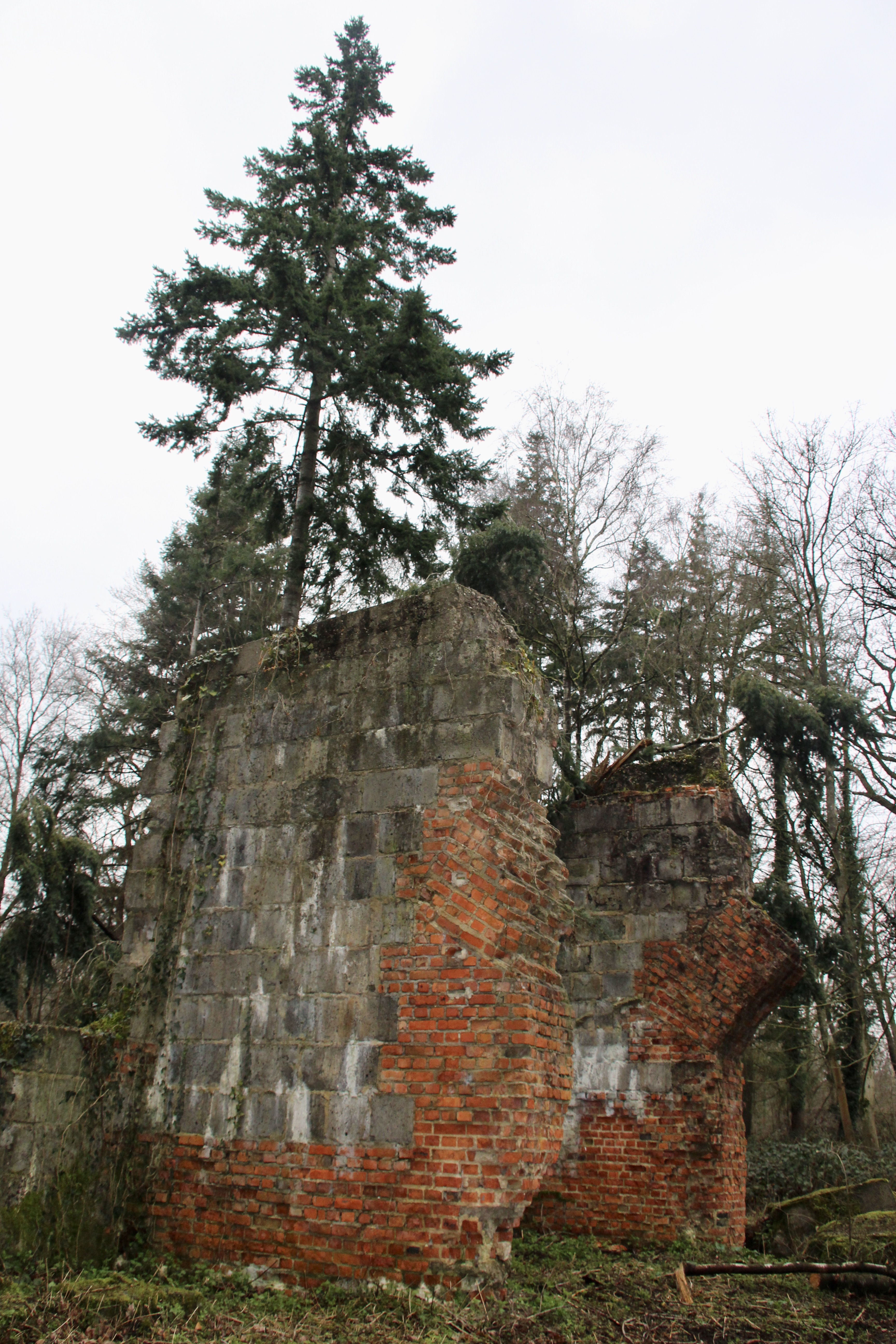
Bâtiment non magnétique.
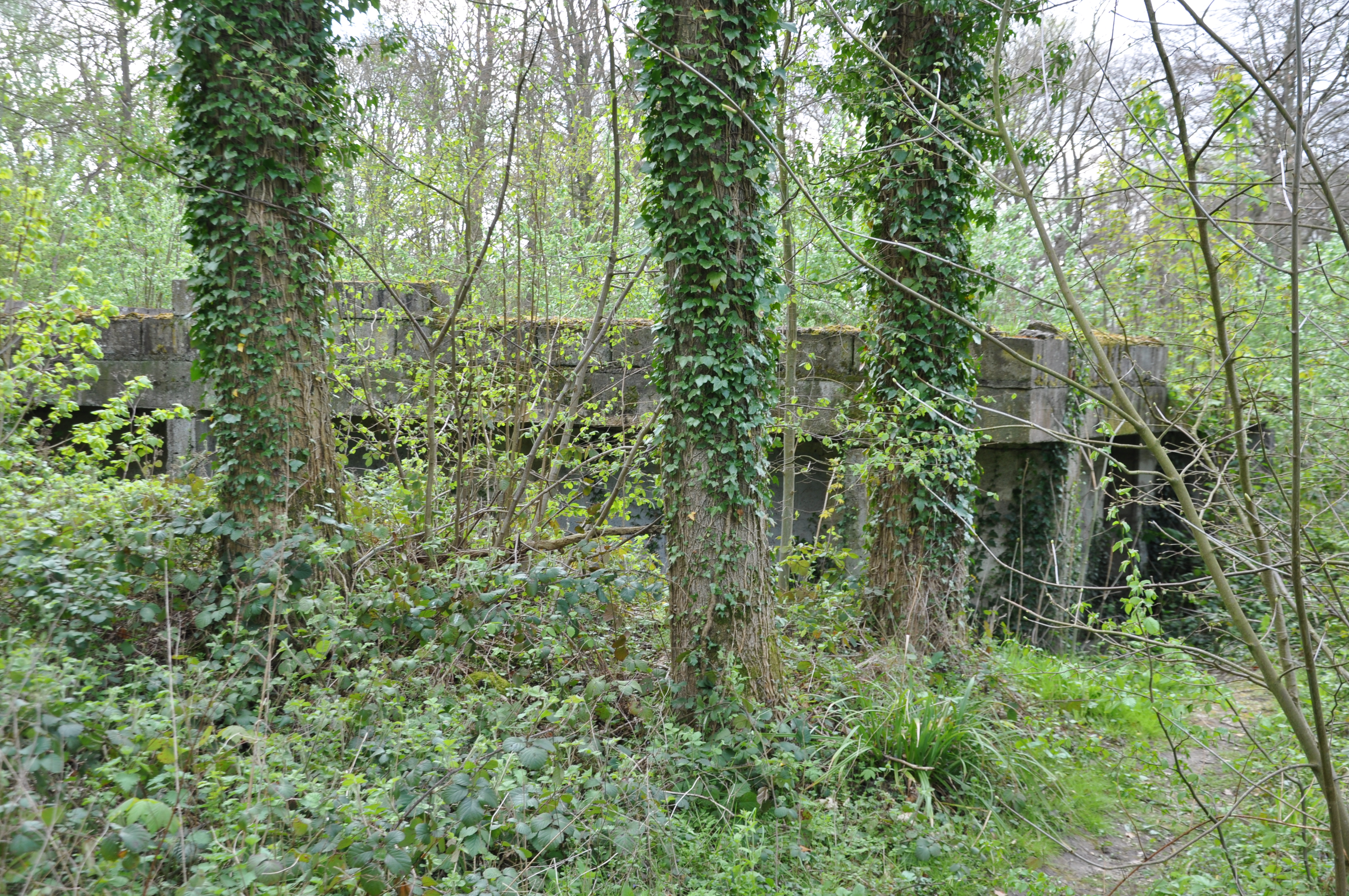
Abri pour le personnel.
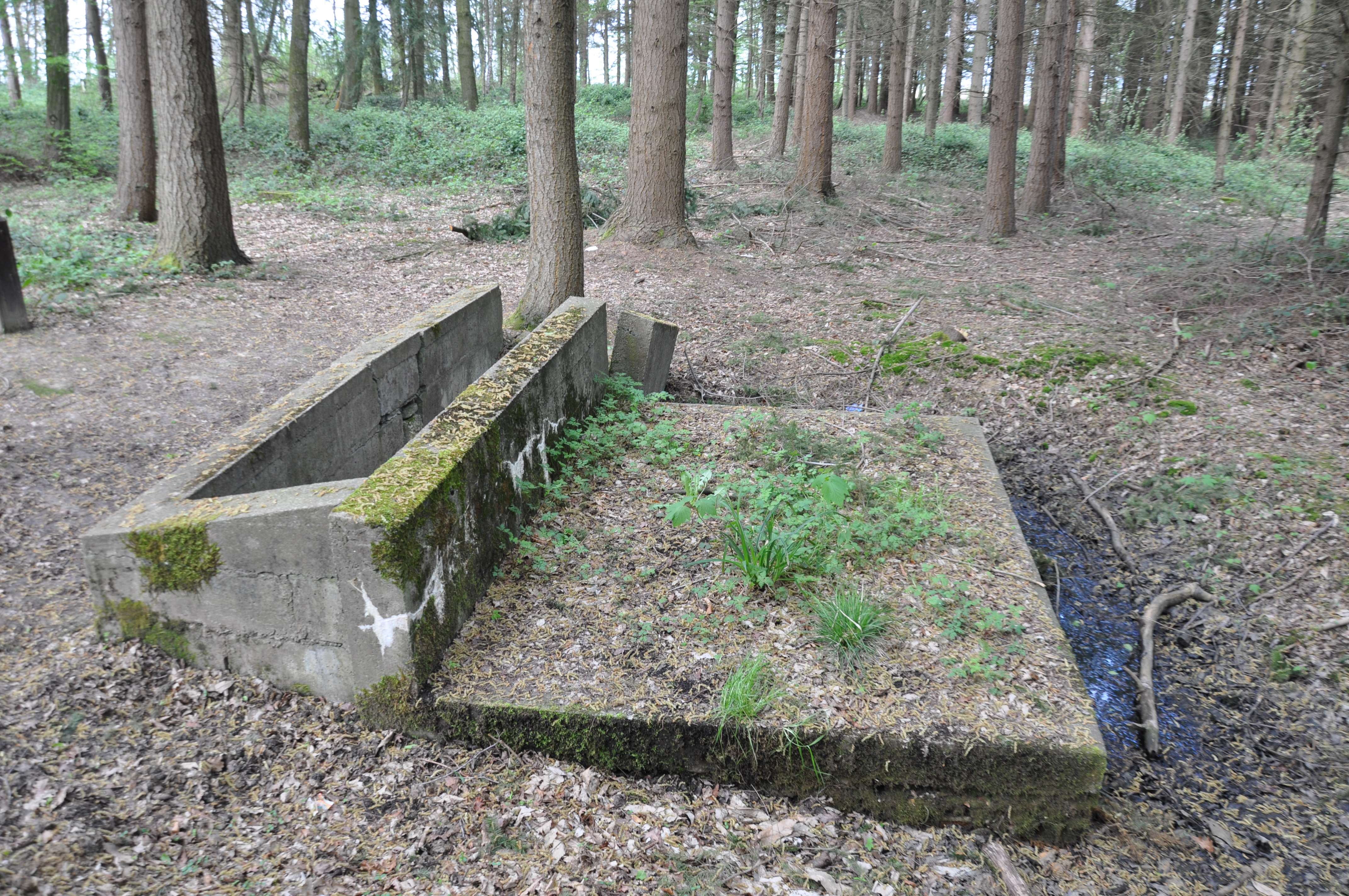
Stockage des détonateurs.
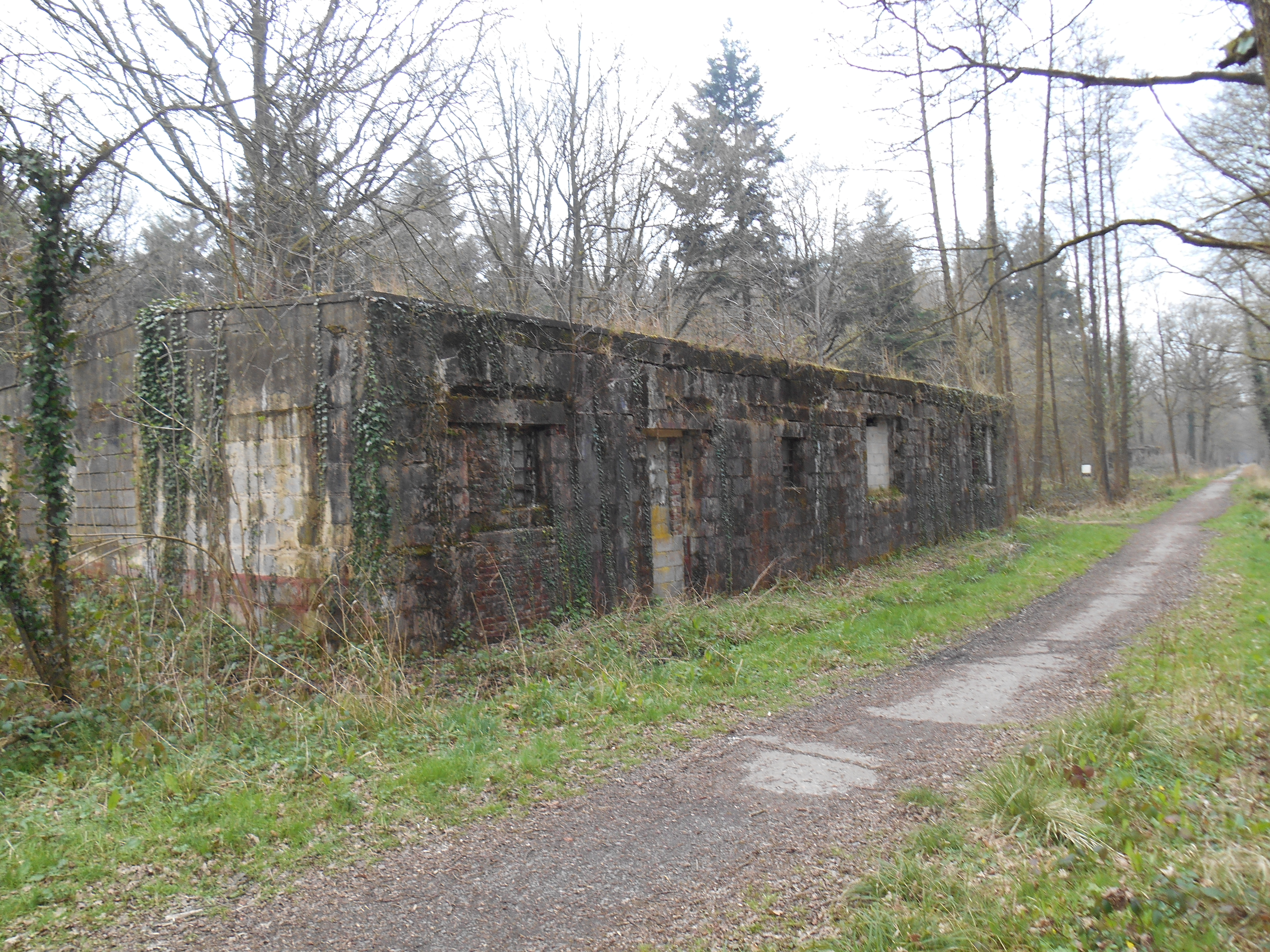
Bâtiment pour les montages préliminaires.
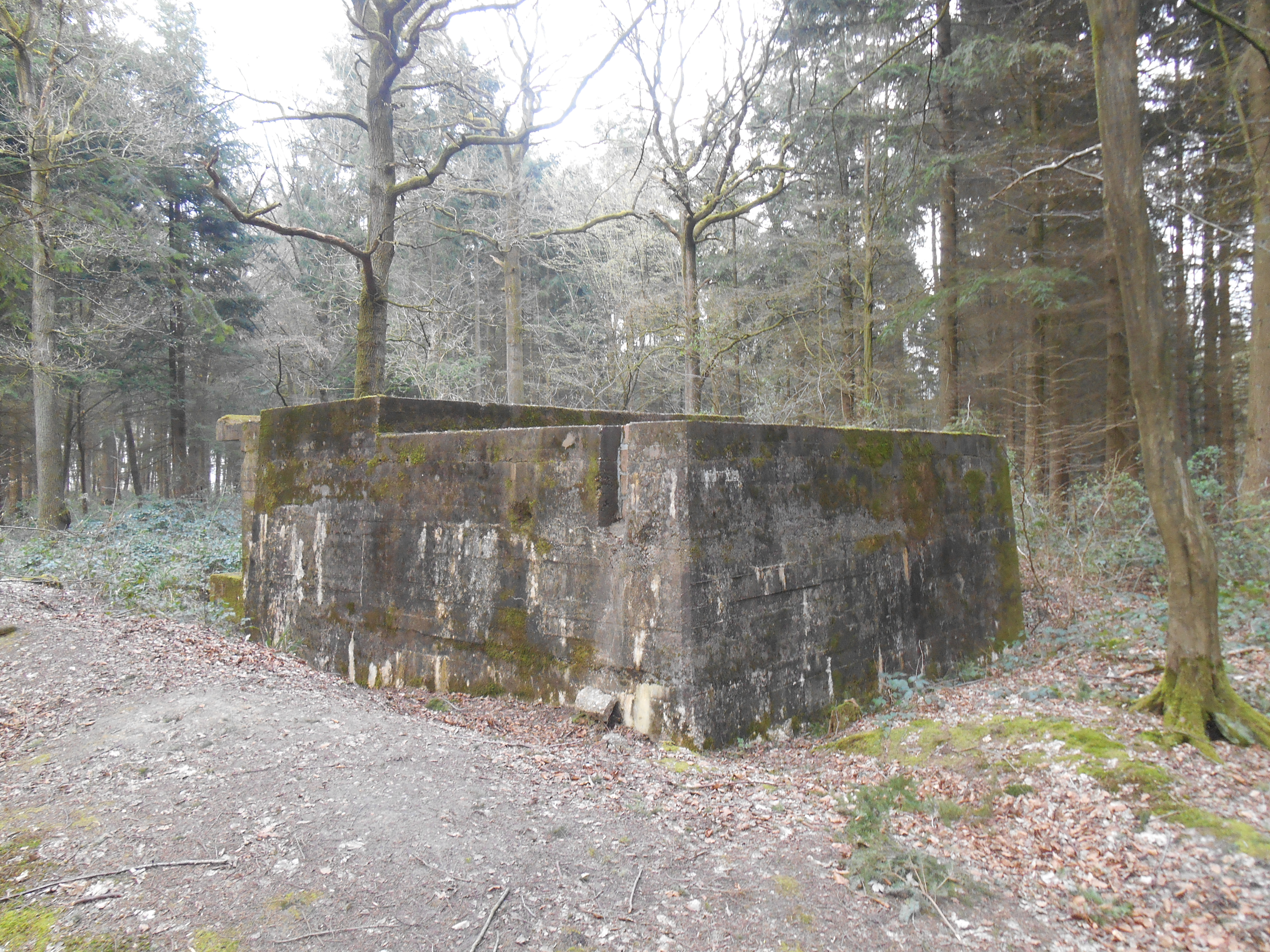
Station de pompage.